# Bienvenue chez nous
Pour les articles homonymes, voir BCN.
Bienvenue chez nous ou BCN est une émission de télévision française diffusée du 30 janvier 2012 au 9 octobre 2020 sur TF1. Elle est produite par Coyote, la société de Christophe Dechavanne. 
Elle est l’adaptation d’un format britannique s’intitulant Four in a Bed (en).
L'émission est rediffusée du 20 février 2024 au 28 février 2025, le matin sur C8, la chaine rediffuse les 2 dernières saisons le matin à 10 h 30, remplaçant ainsi la rediffusion matinale de Touche pas à mon poste !.
L'émission produit ses dérivées tels que Bienvenue au camping (2014-2017), Bienvenue à l'hôtel (2014-2020), Bienvenue aux mariés (2018-2021), Bienvenue en famille (2018-2020) et Bienvenue en vacances (2019-2020).

## Principe
Chaque semaine, quatre couples propriétaires de maisons d’hôte entrent en compétition et vont se recevoir à tour de rôle les uns chez les autres afin de se faire juger et se faire noter sur cinq critères :
- La convivialité •
- Le cadre de la maison •
- La qualité des services proposés •
- La propreté et les équipements de la chambre •
- Le rapport qualité/prix•

À la fin de leur séjour, chaque couple donne une note sur 10 concernant les 4 premiers critères cités et paie le tarif qui lui semble le plus juste.
La note du rapport qualité/prix correspond au tarif décidé par le couple. S’il décide de payer 92 % du prix de la chambre, il offre ainsi la note de 9,2/10 à son hôte.
Les candidats découvrent les notes et les montants le vendredi, jour de la finale. Le couple de propriétaires ayant obtenu la meilleure moyenne est déclaré Meilleure maison d’hôte de la semaine et remporte la somme de 3 000 €.

## Diffusion
L'émission est diffusée dans les environs de 18 h 0, juste après Quatre mariages pour une lune de miel.
Faute d’audience, TF1 décide de mettre fin au programme, il est remplacé par le feuilleton Ici tout commence.
À noter que certaines diffusions des saisons peuvent être interrompues par des semaines de rediffusion.

### Saison 1 (2012)
La première saison est diffusée du 30 janvier 2012 au 2 mars 2012 sur TF1.
Elle compte 5 semaines de diffusion avec 25 épisodes.

### Saison 2 (2013)
La deuxième saison est diffusée la semaine du 28 janvier 2013 au 2 février 2013 puis du 11 février 2013 au 12 juillet 2013 sur TF1.
Elle compte 22 semaines de diffusion avec 110 épisodes.

### Saison 3 (2013-2014)
La troisième est diffusée du 2 décembre 2013 au 6 décembre 2013 puis du 6 janvier 2014 au 6 juin 2014 sur TF1.
Elle compte 14 semaines de diffusion avec 70 épisodes.

### Saison 4 (2014-2015)
La quatrième est diffusée la semaine du 4 août 2014 au 8 août 2014, ensuite du 29 septembre 2014 au 12 décembre 2014 puis du 2 février 2015 au 10 juin 2015 sur TF1.

### Saison 5 (2015-2016)
La cinquième saison est diffusée du 7 septembre 2015 à début décembre 2015 puis du 4 janvier 2016 au 10 juin 2016 sur TF1.

### Saison 6 (2016-2017)
La sixième saison est diffusée du 2 septembre 2016 au 2 décembre 2016 puis du 6 février 2017 au 21 avril 2017 sur TF1.

### Saison 7 (2017-2019)
La septième est diffusée du 18 septembre 2017 au 24 novembre 2017 puis du 5 février 2018 au 15 mars 2019 sur TF1.

### Saison 8 (2019-2020)
La huitième saison et dernière saison est diffusée du 19 aout 2019 au 22 novembre 2019 puis du 16 mars 2020 au 3 avril 2020. Elle est déprogrammée à partir du 6 avril 2020 faute d'audience. Malgré cela, elle est reprogrammée du 7 septembre 2020 au 9 octobre 2020, avant d'être totalement supprimée.

## Audiences
- Le jour de sa première diffusion, le 30 janvier 2012, Bienvenue chez nous réalise un score moyen pour TF1 avec 1,4 million de téléspectateurs soit 10,9 % de parts de marché[13].
- L’émission trouve très vite son public pour capter 2,2 millions de téléspectateurs et 18,3 % du public le 24 février 2012 soit la 4e semaine de diffusion[14].
- Bienvenue chez nous réalise un nouveau record d'audience lors de la diffusion de l'épisode du 29 février 2012 qui a rassemblé 2,3 millions de téléspectateurs ce qui représente 20,3 % de parts de marché[15].
- Le premier épisode de la seconde saison, diffusé le 18 février 2013 a attiré 1,6 million de téléspectateurs soit 12,3 % de parts de marché[16].
- La saison 2 égalise son record d'audience lors de l'émission diffusée le 1er mai 2013 avec 2,3 millions de téléspectateurs[17].
- Bienvenue chez nous a rassemblé 2,7 millions de téléspectateurs le 20 mai 2013. Il s'agit du nouveau record pour l'émission en termes de téléspectateurs[18].
- En 2020, Bienvenue chez nous fait face à de grosses érosions d'audience, le 3 avril 2020, l'émission fut déprogrammé par la chaîne puis reprogrammé du 7 septembre 2020 au 9 octobre 2020[12]. Le 2 novembre 2020, TF1 décide de mettre un terme à l'émission.

## Identité visuelle

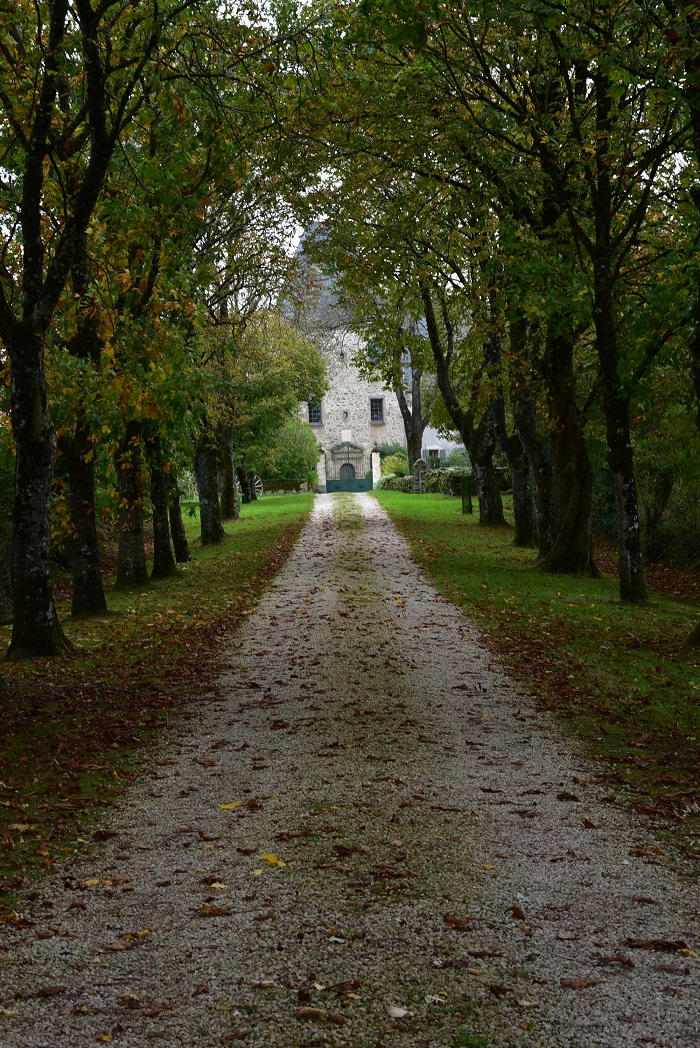
Logo de l'émission du 30 janvier 2012 au 5 février 2018.
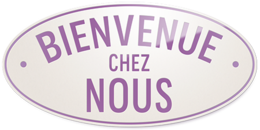
Logo de l'émission du 5 février 2018 jusqu'en 2020.
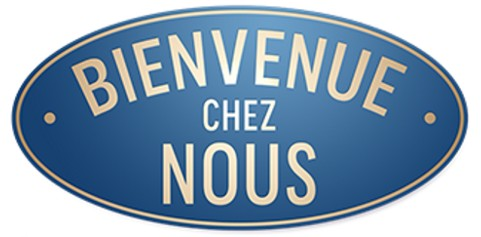
Dernier logo de l'émission en 2020.